# Exes
Exes is een single van de Belgische band DAAN. Het nummer staat op het vijfde album van de band. Het nummer haalde de zeventiende plaats in de Ultratop.
Eind 2009 werd het nummer genomineerd voor een MIA in de categorie Beste videoclip. Het nummer wist uiteindelijk te winnen in de categorie.